# 17166 Secombe
17166 Secombe este un asteroid din centura principală de asteroizi.

## Descriere
17166 Secombe este un asteroid din centura principală de asteroizi. A fost descoperit pe 17 iunie 1999 la Reedy Creek de John Broughton. El prezintă o orbită caracterizată de o semiaxă mare de 3,09 ua, o excentricitate de 0,07 și o înclinație de 4,7° în raport cu ecliptica.